# Jimmy Clausen
James Richard Clausen, detto Jimmy (Thousand Oaks, 21 settembre 1987), è un giocatore di football americano statunitense che ha giocato nel ruolo di quarterback per i Baltimore Ravens della National Football League (NFL). Fu scelto nel corso del secondo giro (48º assoluto) del Draft NFL 2010 dai Carolina Panthers. Al college ha giocato a football all'Università di Notre Dame.

## Carriera professionistica

### Carolina Panthers
Clausen fu scelto nel corso del secondo giro del Draft 2010 dai Carolina Panthers. Fece il suo debutto nella sconfitta contro i New York Giants nella settimana 1 dopo che il quarterback titolare Matt Moore dovette uscire dal campo a causa di una commozione cerebrale. Dopo una cattiva prestazione di Moore nella settimana 2 contro i Tampa Bay Buccaneers, Clausen prese il suo posto nel finale di partita. Completò 7 passaggi su 13 tentativi per 59 yard, un intercetto subito e un fumble nella sua ultima giocata. La settimana successiva, Clausen disputò la sua prima gara da titolare contro i Cincinnati Bengals, completando 16 passaggi su 33 per 188 yard, un intercetto e tre fumble, di cui due persi. Durante la partita le telecamere della tv inquadrarono il wide receiver Steve Smith avvicinarsi a Clausen, che stava parlando con un assistente allenatore, e urlare verso il rookie. Smith prima se ne andò ma poi fece ritorno aggiungendo qualcos'altro, prima di essere trascinato via dal tight end Jeff King. A quel punto, Smith lanciò a terra un bicchiere di Gatorade. L'incidente fu in seguito minimizzato da Smith. Nella seconda gara di Clausen come titolare, la settimana seguente contro i New Orleans Saints), questi completò 11 passaggi su 21 per 146 yard e il primo passaggio da touchdown in carriera per Jonathan Stewart.
Dopo sole tre gare come titolare, Clausen fu messo in panchina dopo aver completato solo il 47% dei suoi passaggi. Tornò titolare nella settimana 9 contro i Baltimore Ravens lanciando due intercetti. Dopo non essere sceso in campo nel turno successivo contro i Cleveland Browns, Clausen, complice l'infortunio di Moore, partì come titolare in tutte le ultime 6 gare della stagione, vincendone una sola, contro gli Arizona Cardinals, una delle due uniche vittorie della stagione dei Panthers, che terminarono col peggior record della lega. Jimmy concluse la sua annata con 3 touchdown e 9 intercetti, per un passer rating di 58,4.
Nel Draft NFL 2011, i Panthers scelsero come primo assoluto il quarterback Cam Newton e Clausen nelle successive due stagioni non scese più in campo, tranne che in pre-stagione.
Il 31 agosto 2013 fu svincolato.

### Chicago Bears
Il 5 giugno 2014, Clausen firmò coi Chicago Bears, superando Jordan Palmer nel ruolo di prima riserva di Jay Cutler. Nelle prime 14 partite, Cutler ebbe il peggior risultato della lega con 24 palloni persi, portando il club a nominare Clausen, che non scendeva in campo dal 2010, come quarterback titolare per la penultima gara della stagione, in cui passò 181 yard, 2 touchdown e un intercetto nella sconfitta di misura contro i Lions leader della division. In quella gara, Clausen subì una commozione cerebrale e così Cutler tornò ad essere nominato titolare per l'ultimo turno.
Il 6 marzo 2015, Clausen firmò un rinnovo annuale del valore di 1,125 milioni di dollari con i Bears. Nel secondo turno subentrò all'infortunato Cutler, venendo nominato titolare per il successivo perso contro i Seahawks, in cui la sua squadra non riuscì a segnare alcun punto. Cutler tornò titolare a partire dalla gara seguente. Il 23 novembre Clausen fu svincolato.

### Baltimore Ravens
Il giorno successivo, Clausen firmò con i Baltimore Ravens dopo l'infortunio del quarterback titolare Joe Flacco. Quando anche il secondo quarterback Matt Schaub si infortunò, Clausen fu nominato titolare per la gara della settimana 14 di nuovo contro i Seahawks. Rispetto alla gara disputata due mesi prima coi Bears, ebbe maggior fortuna, passando un primato personale di 274 yard, ma i Ravens furono sconfitti per 35-6. Dopo avere giocato anche la gara successiva, persa contro i Chiefs, Clausen fu sostituito come titolare per le ultime due gare della stagione da Ryan Mallett.

## Statistiche
| Partite totali      | 17    |
| Partite da titolare | 11    |
| Yard passate        | 1.781 |
| Touchdown           | 5     |
| Intercetti          | 10    |
| Passer rating       | 60,2  |

Statistiche aggiornate alla stagione 2014